# 吕埃耶和约
吕埃耶和约，签署于1649年3月11日，這标志了第一次投石党运动的结束。雖然流血傷亡的人不多，但法院投石党確實是一次高規格的內戰。这个和约结束所有战斗，并宣布开放所有的贸易道路。这个和约是以小国王路易十四和其母（攝政太后奥地利的安妮）的名義颁布。而真正的权力控制者——儒勒·马扎然（宮廷黨court party最高首腦），並没有在和约中提及。虽然他是簽署人之一，如同接受宮廷黨徵招並率軍攻下巴黎的主將——路易二世·德·波旁（大孔代）。
條約締造的和平持續到1649年底，後來因為之前叛亂的貴族陸續集中到大孔代的名下，鼓動他反對太后與馬薩林。於是和大孔代衝突越發激烈的馬薩林，在1650年1月突然逮捕了大孔代與其親戚貴族，引爆了第二次投石党运动（貴族投石党）。